# Овари Кан-рю
Овари Кан-рю (яп. 尾張貫流) — древняя школа содзюцу и кэндзюцу (одати, кодати), классическое боевое искусство Японии, основанное приблизительно в 1671 году мастером по имени Цуда Гоннодзё Тайра Нобуюки.

## История
Школа Овари Кан-рю была основана приблизительно в 1671 году мастером по имени Цуда Гоннодзё Тайра Нобуюки (яп. 津田信之, 1654 — 1698), вторым сыном слуги клана Овари, который располагался в одноимённой провинции в Нагоя.
По преданию, Гоннодзё уже с младенчества проявлял интерес к искусству содзюцу. Изначально он обучался техникам Ито-рю куда-яри под руководством Мори Канбэя, ученика Торао Мицуясу (представлителя Торао-рю содзюцу). Позже его наставлял мастер Сабури Энюэймон Тадамура (Сабури-рю содзюцу). Посвятив себя суровым тренировкам с утра и до вечера, Нобуюки, как говорят, достиг сатори (просветления) 15 мая 1671 года в возрасте 16 лет. Это событие дало толчок к появлению собственной школы Гоннодзё — Овари Кан-рю.
В разное время традиция была известна под различными именами: Цуда Кан-рю, Кан-рю и Овари Кан-рю. Несмотря на то что Цуда Гоннодзё Нобуюки разработал собственную систему, он сохранил техники и различные ката более ранних традиций, которым он обучался.
Лорд клана Овари и правитель провинции, даймё Токугава Ёсимити (яп. 徳川 吉通), придавал новому рю такого большое значение, что запретил его распространение за пределами области без разрешения, обозначив школу как Готомэ-рю, что значит «эксклюзивная традиция». Цуда Гоннодзё Нобуюки умер 4 июля 1698 года в возрасте 44 лет.
Текущим, 13-м сокэ школы является Като Исао (яп. 加藤伊三男, род. в 1933 году). По состоянию на 2014 год стиль Овари Кан-рю входит в состав организации Нихон Кобудо Кёкай.

## Программа обучения
Основой техники куда-яри (копья с металлической трубочкой на древке) школы Овари Кан-рю является использование куда (металлической трубочки, в которой свободно скользит древко) для полного укола и немедленного возвращения копья с постоянным контролем. Жизненно важным компонентом является секретный принцип Энгэцу («полумесяц»). Обычно при уколе копьём древко и острие идут в цель более-менее по прямой. Однако при уколе Кан-рю куда-яри копьём манипулируют так, что острие идет в цель с вращением по кругу диаметром около 15 см. Вращение острия порождает большую мощь укола и концентрирует разрушительные силы, порождая большие раны. В этом и заключается секретный принцип Энгэцу, на котором основана смертельная мощь Кан-рю содзюцу.
Кан-рю начинается с сиай (поединка), и заканчивается ката (серией техник). Это отличает школу от традиционных школ кэндзюцу, где тренировки начинают с ката, а заканчивают сиай. В большинстве базовых отработок и во всех тренировках сиай используется кэйко-яри — копьё с кожаным чехлом на наконечнике.
В Овари Кан-рю тренировка в содзюцу начинается с проработки базовых уколов. Эта тренировка в свободных уколах осуществляется в одиночку, чтобы занимающийся мог развить свои способности по уколу с энгэцу, вращением острия. Одновременно занимающийся учится наносить укол на всю длину копья. Помимо уколов, отрабатывается использование древка копья в базовых перенаправлениях и отбивах. Также в одиночку занимающийся прорабатывает использование бёдер, способствующее такому повороту древка, которое полностью разрушает укол противника. Все это отрабатывается как вперед/внутрь (омотэ), так и назад/наружу (ура). После каждого такого движения немедленно следует укол.
При движении вперед с атакой, копейщик из Овари Кан-рю должен уметь уколоть и тут же оттянуть копьё назад, быстро уменьшить выступающую вперёд часть копья, чтобы компенсировать уменьшившуюся дистанцию. При захвате прямо за наконечником укол может быть нанесён даже с расстояния в 10 сантиметров. Стандартная длина копья Кан-рю равняется 3,6 метра.
Основное время при тренировке Овари Кан-рю содзюцу уходит на отработку базового укола. При этом занимающиеся одеваются в богу — тренировочные доспехи, подобные тем, что применяются в кэндо. Из-за большей силы, развиваемой при уколе копьём, мэн (маска для лица) тяжелее и толще чем в кэндо. Имеются также дополнительные прикрытия для горла. До (пластина для груди) также имеет дополнительную защиту в левой части — столь важной цели в сиай.
Помимо богу, копейщик надевает протектор на ведущую (левую) руку. Обычно это нечто вроде кэндоистского котэ (перчатки), либо специальная перчатка для тренировки боя на копьях, дающая большую, чем кэндоистская, гибкость. Так как рука не входит в число основных целей для атаки копьём, то цель перчатки на ведущую руку - обеспечить защиту от случайного царапанья, случающегося в тренировке сиай.
После большого количества отработок сиай, рэнсюсэй (занимающийся) начинает изучать ката. В Кан-рю пять собственных ката:
1. Уму-но итибан;
2. Сиго;
3. Огурума;
4. Макиотоси;
5. Сайэн.

Кроме того, в Овари Кан-рю присутствуют традиции иных школ, на основе воторых был создан стиль: Итто-рю, Сабури-рю, Торао-рю и Какутэн-рю. Большинство этих ката не использует куда. Тот, кто занимается Овари Кан-рю, изучает как использование куда-яри, так и действия со стандартным копьем.
Хотя Овари Кан-рю и является типичной школой содзюцу, она помимо техник работы с копьём содержит элементы фехтования на мечах из школы Ягю Синкагэ-рю. Этому способствовало расположение тренировочной базы стиля: она находилась в той же провинции, что и одна из основных ветвей традиции меча Ягю. В Овари Кан-рю изучаются такие группы ката из Синкагэ-рю, как Нанацу-но-тати и Энпи. Хотя тренировка с копьём и мечом различаются, достоинства одного искусства используются для усиления другого. Это иллюстрируется поговоркой: «Копье не только колет, оно и бьет; меч не только рубит, он и колет», которую часто можно услышать на тренировке. Про меч и копье в додзё Овари Кан-рю часто говорят как про «два колеса одной повозки».